# Ixelles
Ixelles (în franceză Ixelles, în neerlandeză Elsene) este una din cele 19 comune din Regiunea Capitalei Bruxelles, Belgia. Este situată în partea de sud-est a aglomerației Bruxelles și se învecinează cu comunele Bruxelles, Etterbeek, Forest, Auderghem, Uccle, Saint-Gilles și Watermael-Boitsfort.

## Cartiere
În Ixelles se găsesc o serie de cartiere foarte diferite:
- cartierul Porții Namur și Toison d'Or, un cartier foarte comercial, al doilea centru comercial al centrului Bruxelles-ului,
- cartierul Matongué, situat în spatele Porții Namur, caracterizat de o prezența unei importante comunități de culoare.
- cartierul Saint-Boniface : un cartier "trendy" presărat cu numeroase baruri și restaurante.
- cartierul Flagey : situat în jurul iazurilor din Ixelles și a fostei case Radio, actualmente transformată în centru cultural, un cartier elegant și multicultural.
- cartierul Fernand Coq : în jurul pieței omonime, un cartier popular.
- cartierul Chatelain - bailli : cartier burghez și select, cu numeroși artizani, librării, magazine de produse biologice, ...
- cartierul studențesc : ambianță studențească cu numeroase baruri.

## Istoric
Istoria Ixelles-ului este legată de Abația La Cambre (neerlandeză Abdij ter Kameren) situată la marginea unei păduri ce avea să devină actualul parc Bois de la Cambe. Abația a fost fondată de o călugăriță benedictină în 1196 în apropierea izvorului râului Maelbeek. 

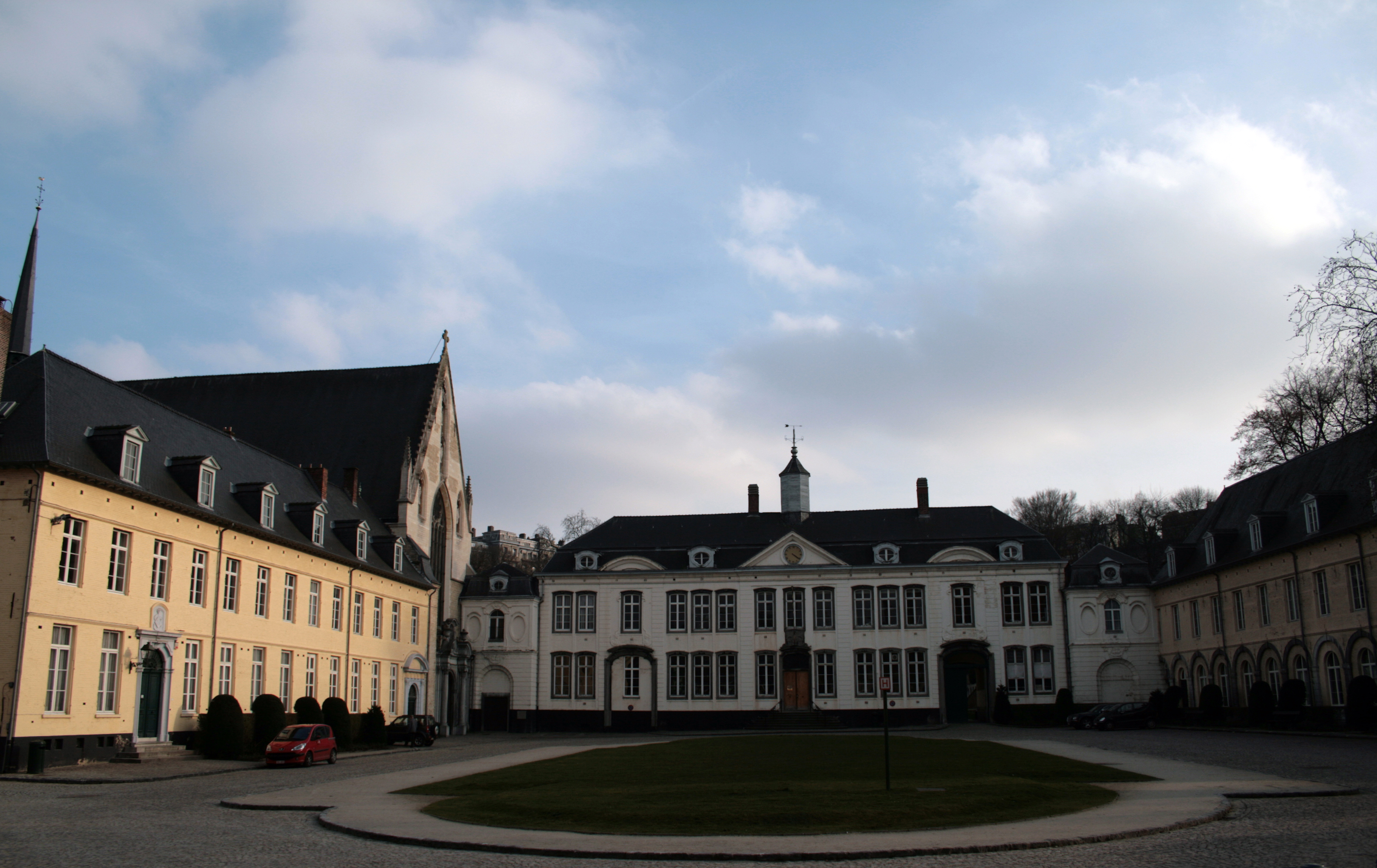
De Abația La Cambre.

În perioada medievală teritoriul a cunoscut o serie de devastări datorită conflictelor dintre Maximilian de Austria și Ludovic al XI-lea al Franței în 1478 și în perioada reformei în 1585. Treptat așezarea se dezvoltă devenind un sat înstărit, calitatea apei atrăgând numeroși berari. În 1612 se creează prima berărie, numărul acestora crescând la 20 în 1718. 
Expansiunea Bruxelles-ului a făcut ca cele două localități să se apropie, în 1785, Poarta Namurului ce le despărțea fiind demolată. În 1795 perioada Revoluției franceze, Ixellesul a fost declarat comună în departamentul Dyle și abația a fost desființată. După această perioada populația Ixelles-ului crește datorită dezvoltării Bruxelles-ului. 
În 1860 comuna pierde o parte din teritoriu ca urmare a amenajării parcului Bois de la Cambre și a Bulevardului Louize care îl leagă de Bruxelles. Teritoriul comunei este astfel divizat în două, de o parte și de alta a bulevardului, un bulevard în stil haussmannian. Ixelles și Bulevardul Louise devin o zonă burgheză a Bruxellesului, numeroase personalități mutându-se în regiune. Orașul cunoaște o dezvoltare interesantă, numeroase imobile în stil Art Nouveau și Art Deco fiind construite. 
În 1924 pe teritoriul comunei se instalează un campus din Universitatea Liberă din Bruxelles, actualmente separată în două universități una flamandă (VUB) și una francofonă (ULB). Astfel Ixellesul devine un cartier studențesc, comuna fiind locuită de numeroși studenți.

## Populație istorică
- 1709: 1.760 locuitori
- 1800: 1.645
- 1910: 72.991
- 1977: 79.657
- 2004: 77.119

## Personalități

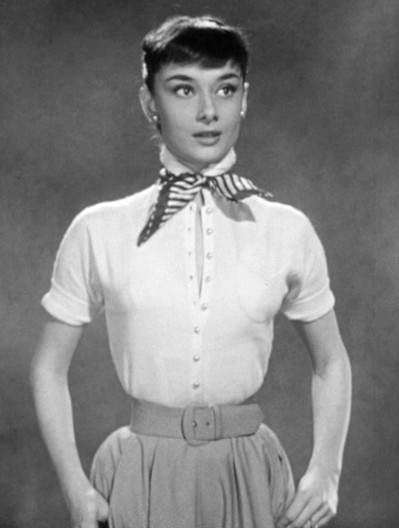
Audrey Hepburn

Următoarele persoane s-au născut la Ixelles:
- Camille Lemonnier, scriitor, (1844-1913)
- Paul Saintenoy, arhitect, (1862-1952)
- Paul Hymans, politician, președinte al Ligii Națiunilor (1865-1941)
- Auguste Perret, arhitect (1874-1954)
- Jacques Feyder, scenarist și regizor de film (1885-1948)
- Michel de Ghelderode, dramaturg (1898-1962)
- Leo Joseph Suenens, cardinal catolic (1904-1996)
- Agnes Varda, regizor de film (n. 1928)
- Audrey Hepburn, actriță (1929-1993)
- Michel Regnier a.k.a. Greg, desenator de benzi desenate (1931-1999)
- Jaco Van Dormael, scenarist și regizor de film  (n. 1957)

Următoarele persoane au petrecut o parte importantă a vieții lor la Ixelles:
- Antoine Wiertz, pictor și sculptor (1806-1865)
- Maria Malibran, mezzo-soprană (1808-1836)
- Pierre-Joseph Proudhon, gânditor anarhist (1809-1865)
- Karl Marx, filozof, economist politic și revoluționar socialist (1818-1883)
- Charles de Coster, scriitor (1827-1879)
- Constantin Meunier, pictor și sculptor (1831-1905)
- Johan Michiel Dautzenberg, scriitor, (1834-1878)
- Ernest Solvay, chimist și om de afaceri (1838-1922)
- Auguste Rodin, sculptor (1840-1917)
- August de Boeck, compozitor (1865-1937)
- Vladimir Lenin, revoluționar rus, primul conducător al Uniunii Sovietice (1870-1924)
- Henri Michaux, poet, scriitor și pictor (1899-1984)
- Barbara, cântărață (1930-1997)
- Amélie Nothomb, scriitore (b. 1967)

## Orașe înfrățite
- Biarritz, Franța
- Zababdeh, Palestina